# Gandevi
Gandevi là một thị trấn thống kê (census town) của quận Navsari thuộc bang Gujarat, Ấn Độ.

## Địa lý
Gandevi có vị trí 20°49′B 72°59′Đ / 20,82°B 72,98°Đ Nó có độ cao trung bình là 9 mét (29 feet).

## Nhân khẩu
Theo điều tra dân số năm 2001 của Ấn Độ, Gandevi có dân số 15.843 người. Phái nam chiếm 50% tổng số dân và phái nữ chiếm 50%. Gandevi có tỷ lệ 77% biết đọc biết viết, cao hơn tỷ lệ trung bình toàn quốc là 59,5%: tỷ lệ cho phái nam là 81%, và tỷ lệ cho phái nữ là 72%. Tại Gandevi, 10% dân số nhỏ hơn 6 tuổi.